# Ancistrocerus satyrus
Ancistrocerus satyrus är en stekelart som beskrevs av Cameron 1908. Ancistrocerus satyrus ingår i släktet murargetingar, och familjen Eumenidae. Inga underarter finns listade i Catalogue of Life.